# 세르비아 진보당
세르비아 진보당(세르비아어: Српска напредна странка / Srpska napredna stranka)은 세르비아의 대중주의 정당이다. 과거 유고슬라비아 내전의 결과물로 인종주의적인 대안 우익 정당인 세르비아 급진당이 활개했었으나, 점차 절충 보수 성향으로 변한 우익 정치인들이 세르비아 급진당을 탈당하고 만든 정당이다. 현재 세르비아의 집권 여당이다. 

## 선거 결과
| 연도   | 득표수    | 득표율  | 의석 수   | 의석 수 변동 | 비고                     | 집권 여부 |
| ------ | --------- | ------- | --------- | ------------ | ------------------------ | --------- |
| 2008년 | 없음      | 없음    | 21 / 250  | 21           | 세르비아 급진당에서 탈당 | 야당      |
| 2012년 | 940,659   | 24.05%  | 55 / 250  | 34           | 세르비아 운동 연립 정부  | 여당      |
| 2014년 | 1,736,920 | 48.35%  | 128 / 250 | 73           | 연립 정부                | 여당      |
| 2016년 | 1,823,147 | 48.25%  | 93 / 250  | 35           | 연립 정부                | 여당      |
| 2020년 | 1,953,998 | 60.65 % | 157 / 250 | 64           | 연립 정부                | 여당      |
| 2022년 | 1,569,411 | 42.97%  | 94 / 250  | 63           | 연립 정부                | 여당      |